# Copa São Paulo de Futebol Júnior de 1984
A Copa São Paulo de Futebol Júnior de 1984, foi a 16.ª edição da "Copinha", a maior competição de futebol júnior do Brasil, disputada por clubes juniores de todo o país. Organizada pela Secretaria Municipal de Esportes, aconteceu entre 7 e 22 de janeiro. Nessa edição, os 24 clubes participantes foram divididos em 8 chaves com 3 times cada.
O título deste ano acabaria na Vila Belmiro pela 1.ª vez, com o Santos sendo campeão, após vitória por 2 a 1 na grande final, contra o arquirrival Corinthians.

## Regulamento
A Competição será disputada em 4 fases: primeira fase, quartas-de-final, semifinal e final. Participaram da primeira fase um total de 24 clubes, divididos em 8 grupos, portanto de 1 a 8.
Na primeira fase os clubes jogaram entre si, dentro do grupo em turno único, classificando-se para as quartas-de-final, o melhor clube que obteve o maior número de pontos ganhos nos respectivos grupos.
Ao término da primeira fase, em eventual igualdade de pontos ganhos entre dois ou mais clubes, aplicou-se, sucessivamente, os seguintes critérios:
- Confronto direto (somente no empate entre dois clubes)
- Maior saldo de gols
- Maior número de vitórias
- Maior número de gols marcados
- Sorteio

## Equipes participantes
Estas são as 24 equipes que participaram desta edição:
| Estado            | Equipe           |           | Estado           | Equipe |
| ----------------- | ---------------- | --------- | ---------------- | ------ |
| Bahia             | EC Vitória       | São Paulo | SC Corinthians P |        |
| Minas Gerais      | C Atlético-MG    | São Paulo | Guarani FC       |        |
| Minas Gerais      | Cruzeiro EC      | São Paulo | CA Juventus      |        |
| Paraná            | SE Matsubara     | São Paulo | Marília AC       |        |
| Rio de Janeiro    | Botafogo FR      | São Paulo | Nacional AC      |        |
| Rio de Janeiro    | CR Flamengo      | São Paulo | SE Palmeiras     |        |
| Rio de Janeiro    | Fluminense FC    | São Paulo | Paulista FC      |        |
| Rio de Janeiro    | CR Vasco da Gama | São Paulo | AA Ponte Preta   |        |
| Rio Grande do Sul | Grêmio FPA       | São Paulo | A Portuguesa D   |        |
| Rio Grande do Sul | SC Internacional | São Paulo | EC Santo André   |        |
| São Paulo         | Botafogo FC      | São Paulo | Santos FC        |        |
| São Paulo         | Comercial FC     | São Paulo | São Paulo FC     |        |

## Primeira fase

### Grupo 1 (São Paulo)
| Time        | Pts | J | V | E | D | GP | GS | SG |
| ----------- | --- | - | - | - | - | -- | -- | -- |
| Corinthians | 3   | 2 | 1 | 1 | 0 | 2  | 1  | +1 |
| Botafogo    | 3   | 2 | 1 | 1 | 0 | 2  | 1  | +1 |
| Paulista    | 0   | 2 | 0 | 0 | 2 | 2  | 4  | -2 |

| 7 de Janeiro | Corinthians | 0 – 0 | Botafogo |  |
|              |             |       |          |  |

| 12 de Janeiro | Botafogo | 2 – 1 | Paulista |  |
|               |          |       |          |  |

| 14 de janeiro | Corinthians | 2 – 1 | Paulista |  |
|               |             |       |          |  |

### Grupo 2 (Santo André)
| Time        | Pts | J | V | E | D | GP | GS | SG |
| ----------- | --- | - | - | - | - | -- | -- | -- |
| Flamengo    | 3   | 2 | 1 | 1 | 0 | 5  | 1  | +4 |
| Santo André | 2   | 2 | 1 | 0 | 1 | 1  | 4  | -3 |
| Guarani     | 1   | 2 | 0 | 1 | 1 | 1  | 2  | -1 |

| 8 de Janeiro | Flamengo | 4 – 0 | Santo André |  |
|              |          |       |             |  |

| 12 de Janeiro | Santo André | 1 – 0 | Guarani |  |
|               |             |       |         |  |

| 14 de janeiro | Flamengo | 1 – 1 | Guarani |  |
|               |          |       |         |  |

### Grupo 3 (São Paulo)
| Time       | Pts | J | V | E | D | GP | GS | SG |
| ---------- | --- | - | - | - | - | -- | -- | -- |
| São Paulo  | 3   | 2 | 1 | 1 | 0 | 4  | 3  | +1 |
| Fluminense | 2   | 2 | 1 | 0 | 1 | 2  | 2  | 0  |
| Marília    | 1   | 2 | 0 | 1 | 1 | 2  | 3  | -1 |

| 8 de Janeiro | Fluminense | 1 – 0 | Marília |  |
|              |            |       |         |  |

| 12 de Janeiro | São Paulo | 2 – 2 | Marília |  |
|               |           |       |         |  |

| 14 de janeiro | São Paulo | 2 – 1 | Fluminense |  |
|               |           |       |            |  |

### Grupo 4 (São Paulo)
| Time          | Pts | J | V | E | D | GP | GS | SG |
| ------------- | --- | - | - | - | - | -- | -- | -- |
| Portuguesa    | 3   | 2 | 1 | 1 | 0 | 2  | 0  | +2 |
| Juventus      | 2   | 2 | 0 | 2 | 0 | 2  | 2  | 0  |
| Vasco da Gama | 1   | 2 | 0 | 1 | 1 | 2  | 4  | -2 |

| 8 de Janeiro | Portuguesa | 2 – 0 | Vasco da Gama |  |
|              |            |       |               |  |

| 12 de Janeiro | Juventus | 2 – 2 | Vasco da Gama |  |
|               |          |       |               |  |

| 14 de janeiro | Portuguesa | 0 – 0 | Juventus |  |
|               |            |       |          |  |

### Grupo 5 (São Bernardo do Campo)
| Time      | Pts | J | V | E | D | GP | GS | SG |
| --------- | --- | - | - | - | - | -- | -- | -- |
| Santos    | 4   | 2 | 2 | 0 | 0 | 5  | 1  | +4 |
| Cruzeiro  | 2   | 2 | 1 | 0 | 1 | 2  | 2  | 0  |
| Matsubara | 0   | 2 | 0 | 0 | 2 | 0  | 4  | -4 |

| 8 de Janeiro | Cruzeiro | 1 – 0 | Matsubara |  |
|              |          |       |           |  |

| 12 de Janeiro | Santos                      | 3 – 0 | Matsubara | Estádio Baetão, São Bernardo do Campo |
| 16:00         | Gérson · Mauro · Paulo Leme |       |           |                                       |

| 14 de janeiro | Santos                | 2 – 1 | Cruzeiro    | Estádio Baetão, São Bernardo do Campo |
| 15:00         | Mauro 13' · Mauro 50' |       | Julinho 82' | Árbitro: David Aleixo                 |

### Grupo 6 (Suzano)
| Time          | Pts | J | V | E | D | GP | GS | SG |
| ------------- | --- | - | - | - | - | -- | -- | -- |
| Ponte Preta   | 4   | 2 | 2 | 0 | 0 | 8  | 1  | +7 |
| Vitória       | 2   | 2 | 1 | 0 | 1 | 2  | 6  | -4 |
| Internacional | 0   | 2 | 0 | 0 | 2 | 2  | 5  | -3 |

| 8 de Janeiro | Ponte Preta | 5 – 0 | Vitória |  |
|              |             |       |         |  |

| 12 de Janeiro | Vitória | 2 – 1 | Internacional |  |
|               |         |       |               |  |

| 14 de janeiro | Ponte Preta | 3 – 1 | Internacional |  |
|               |             |       |               |  |

### Grupo 7 (São Paulo)
| Time             | Pts | J | V | E | D | GP | GS | SG |
| ---------------- | --- | - | - | - | - | -- | -- | -- |
| Nacional-SP      | 4   | 2 | 2 | 0 | 0 | 3  | 0  | +3 |
| Botafogo-SP      | 2   | 2 | 1 | 0 | 1 | 2  | 2  | 0  |
| Atlético Mineiro | 0   | 2 | 0 | 0 | 2 | 0  | 3  | -3 |

| 8 de Janeiro | Nacional-SP | 2 – 0 | Botafogo-SP |  |
|              |             |       |             |  |

| 12 de Janeiro | Botafogo-SP | 2 – 0 | Atlético Mineiro |  |
|               |             |       |                  |  |

| 14 de janeiro | Nacional-SP | 1 – 0 | Atlético Mineiro |  |
|               |             |       |                  |  |

### Grupo 8 (São Paulo)
| Time      | Pts | J | V | E | D | GP | GS | SG |
| --------- | --- | - | - | - | - | -- | -- | -- |
| Grêmio    | 3   | 2 | 1 | 1 | 0 | 4  | 1  | +3 |
| Palmeiras | 3   | 2 | 1 | 1 | 0 | 3  | 2  | +1 |
| Comercial | 0   | 2 | 0 | 0 | 2 | 1  | 5  | -4 |

| 7 de Janeiro | Grêmio | 3 – 0 | Comercial |  |
|              |        |       |           |  |

| 12 de Janeiro | Palmeiras | 2 – 1 | Comercial |  |
|               |           |       |           |  |

| 14 de janeiro | Palmeiras | 1 – 1 | Grêmio |  |
|               |           |       |        |  |

## Segunda fase

### Tabela
|  | Quartas de final | Quartas de final |             |                  | Semifinais     | Semifinais     |  |  | Final | Final |
|  |                  |                  |             |                  |                |                |  |  |       |       |
|  |                  |                  |             |                  |                |                |  |  |       |       |
|  |                  |                  |             |                  |                |                |  |  |       |       |
|  | Nacional-SP      | 2                |             |                  |                |                |  |  |       |       |
|  | Nacional-SP      | 2                |             |                  |                |                |  |  |       |       |
|  | Grêmio           | 1                |             |                  |                |                |  |  |       |       |
|  | Grêmio           | 1                | Nacional-SP | 1                |                |                |  |  |       |       |
|  |                  |                  | Nacional-SP | 1                |                |                |  |  |       |       |
|  |                  | Santos           | 2           |                  |                |                |  |  |       |       |
|  | Santos (pen.)    | Santos           | 2           | 0 (5)            |                |                |  |  |       |       |
|  | Santos (pen.)    |                  |             | 0 (5)            |                |                |  |  |       |       |
|  | Ponte Preta      | 0 (4)            |             |                  |                |                |  |  |       |       |
|  | Ponte Preta      | 0 (4)            | Santos      | 2                |                |                |  |  |       |       |
|  |                  |                  | Santos      | 2                |                |                |  |  |       |       |
|  |                  | Corinthians      | 1           |                  |                |                |  |  |       |       |
|  | Corinthians      | Corinthians      | 1           | 2                |                |                |  |  |       |       |
|  | Corinthians      |                  |             | 2                |                |                |  |  |       |       |
|  | Flamengo         | 0                |             |                  |                |                |  |  |       |       |
|  | Flamengo         | 0                | Corinthians | 2                | Terceiro Lugar | Terceiro Lugar |  |  |       |       |
|  |                  |                  | Corinthians | 2                | Terceiro Lugar | Terceiro Lugar |  |  |       |       |
|  |                  | São Paulo        | 1           |                  |                |                |  |  |       |       |
|  | São Paulo        | São Paulo        | 1           | 2                | Nacional-SP    | 1 (3)          |  |  |       |       |
|  | São Paulo        |                  |             | 2                | Nacional-SP    | 1 (3)          |  |  |       |       |
|  | Portuguesa       | 1                |             | São Paulo (pen.) | 1 (5)          |                |  |  |       |       |
|  | Portuguesa       | 1                |             |                  | 1 (5)          |                |  |  |       |       |
|  |                  |                  |             |                  |                |                |  |  |       |       |
|  |                  |                  |             |                  |                |                |  |  |       |       |

### Quartas-de-finais
| 17 de janeiro | São Paulo | 2 – 1 | Portuguesa |  |
|               |           |       |            |  |

| 17 de janeiro | Nacional-SP | 2 – 1 | Grêmio |  |
|               |             |       |        |  |

| 17 de janeiro | Corinthians                            | 2 – 0 | Flamengo | Estádio Nicolau Alayon, São Paulo |
|               | Zezinho 63' (g.c.) · Careca 84' (pen.) |       |          |                                   |

| 17 de janeiro | Santos | 0 – 0 | Ponte Preta | Estádio Baetão, São Bernardo do Campo |
| 20:30         |        |       |             |                                       |

|  |       | Penalidades |
|  | 5 – 4 |             |

### Semifinal
| 19 de janeiro | Corinthians               | 2 – 1 | São Paulo   | Estádio do Canindé, São Paulo  |
|               | Agnaldo 88' · Rogério 93' |       | Edmilson 8' | Árbitro: Roberto Nunes Morgado |

- Corinthians: Alexandre; Brandão (Ricardo), Marcelo, Pinella e Neno; Éder, Moisés e Careca (Rogério); Agnalldo, Carioca e Edmundo. Técnico: Écio Pasca
- São Paulo: Cavalieri; Murador, Silvinho, Acácio e Correia; Silas, Fernando e Vizoli; Rudnei, Edmílson e Vicente. Técnico: Firmo de Mello

| 19 de janeiro | Nacional-SP | 1 – 2 | Santos                           | Estádio Nicolau Alayon, São Paulo |
| 16:00         | Ditinho 50' |       | Paulo Leme 44' · Pedro Paulo 72' | Árbitro: Edgar de Lemos Dias      |

- Nacional: Borracha; Roni (Edilson), Wladimir, Julio César e Arnaldo; Djalma (Batata), Paulinho e Luciano; Ditinho, Ronaldo e Zé Roberto. Técnico: Ettore Marchetti
- Santos: Nilton; Amauri, Pedro Paulo, Flávio e Mário; Mazinho, Luís Claudio e Edson; Mauro, Gerson (Silvinho) e Paulo Leme. Técnico: Ernesto Marques.

### Disputa do 3° Lugar
| 21 de janeiro | Nacional-SP | 1 – 2 | São Paulo                | Estádio Nicolau Alayon, São Paulo |
|               | Celso 10'   | [b]   | Visolli 48' · Lange 101' |                                   |

- b. ^  Jogo terminou 1 a 1 no tempo normal e 1 a 0 na prorrogação para o São Paulo.

### Final
| 22 de janeiro | Santos                  | 2 – 1 | Corinthians   | Estádio do Canindé, São Paulo |
| 15:30         | Gérson 18' · Flávio 89' |       | Rogério 32' · | Árbitro: José de Assis Aragão |

- Santos: Nilton; Amauri, Pedro Paulo, Flávio e Mário; Mazinho, Enéias e Édson; Mauro, Gérson e Guinho (Rogério). Técnico: Ernesto Marques.
- Corinthians: Alexandre; Éder (Ferrari), Marcelo Djian, Pinella e Brandão; Moisés, Careca e Edmundo; Aguinaldo, Carioca (Valtinho) e Rogério. Técnico: Écio Pasca.

## Premiação
| Copa São Paulo de Futebol Júnior de 1984 |
| São Paulo                                |
| ---------------------------------------- |
| SANTOS Campeão (1º título)               |